# Couronne de France
La couronne de France est le symbole, physique ou non, de la souveraineté politique du roi sur le royaume de France. 
Comme dans tous les cas d'héritage et de succession, l'héritier du trône est roi de France à l'instant même de la mort de son prédécesseur, mais il n'est investi de la puissance royale qu'après avoir été coiffé de la couronne de France, au cours d'une cérémonie codifiée appelée le sacre.
Sous l'Ancien Régime, lorsqu'on parle du « domaine de la Couronne », le terme « Couronne » (avec une majuscule) est équivalent de celui d'« État » : il désigne la personnalité juridique du royaume, distincte de celle des rois. Les biens de la Couronne sont indisponibles, inaliénables et imprescriptibles. Ils ne sont propriété ni des souverains, ni de leur entourage.

## Dévolution de la couronne

### Héritiers présomptifs
Selon la logique de succession des lois fondamentales, la couronne de France est aujourd'hui revendiquée par : 
- Louis de Bourbon (né en 1974), duc d'Anjou, chef de la maison de Bourbon et prétendant légitimiste au trône de France en sa qualité d'aîné des Capétiens légitimes ;
- Jean d'Orléans (né en 1965), duc de Vendôme, chef de la maison d'Orléans et prétendant orléaniste au trône de France en sa qualité d’aîné des Capétiens légitimes demeurés continûment français[3],[4].

## Domaine de la Couronne

### Domaine royal
Les rois de France ont considéré leur domaine d'Ile-de-France comme le domaine propre de la Couronne, bien transmissible avec elle. Lors de la succession royale de 1316 (effective en 1328 seulement à l'avènement de Philippe de Valois), seules la Navarre et la Champagne, qui n'étaient pas des biens de la Couronne, ont fait l'objet d'une transaction. La Navarre -en tant que royaume indépendant- est retournée dans la descendance de la reine Jeanne (1271-1305), et la Champagne a été intégrée au domaine royal, en échange de compensations territoriales. 
Au cours des XIIIe – XVIIIe siècles, ce domaine royal a été régulièrement augmenté, ne laissant à la veille de 1789, que quelques petits domaines féodaux possédés de manière suzeraine.

### Résidences d'État
- Palais de la Cité (Paris) : l'une des plus anciennes résidences royales jusqu'à Charles V. Les institutions royales de la Couronne, notamment la Justice royale, s'y sont maintenues jusqu'à la Révolution française, et au-delà, jusqu'à nos jours. La Sainte-Chapelle y a été édifiée à l'époque où saint Louis y résidait (partie résidentielle détruite).
- Palais du Louvre : fut utilisé de Charles V à Louis XIV (cour carrée).
- Hôtel Saint-Pol : Après l'invasion du palais de la Cité par les bourgeois d'Etienne Marcel en 1358, Charles V, alors dauphin, aurait décidé la création d'un nouvel hôtel princier dans l'est de Paris, à l'emplacement de l'actuelle église Saint-Paul, dans le Marais. Le roi, qui ne voulait plus résider au palais de la Cité, se trouvait déjà être logé à cet endroit car il était l'hôte de l'archevêque de Sens. Sous Charles V et Charles VI (1380-1422), l'hôtel Saint-Pol fut résidence royale : les cinq enfants du premier (qui furent baptisés à l'église Saint-Paul voisine) et six des douze enfants du second y naquirent. L'hôtel était également le siège du gouvernement : Charles V y installa les réunions du Grand Conseil et des maîtres des Requêtes alors que le reste de l'administration demeurait sur l'île de la Cité. La construction de l'hôtel Saint-Pol s'inscrit dans la politique menée par Charles V d'aménagement et de multiplication des résidences royales en Île-de-France (le Louvre, Vincennes, Beauté, Saint-Ouen, Saint-Germain-en-Laye, Creil, Montargis, Melun).
- Château de Vincennes : fait partie des ouvrages militaires établis par Philippe-Auguste autour de Paris. Il fut une résidence usuelle jusque sous Charles V, puis sous Louis XIV lorsqu'il ne résidait pas au Louvre, avant l'installation à Versailles.
- Château de Beauté
- Château de Saint-Ouen
- Château de Creil acheté par Louis IX, Charles le Bel y nait en juin 1294, Charles V de France rachète en 1375 la seigneurie à Wenceslas, fils de Béatrice de Bourbon et de Jean Roi de Bohême et comte de Luxembourg. Charles VI de France, atteint de folie, y est envoyé en résidence.
- Château de Montargis, depuis Philippe-Auguste
- Palais-Royal, construit par le Cardinal de Richelieu, a servi de résidence royale sous la Fronde, avant d'être donné à la famille d'Orléans.
- Château de Compiègne : l'une des plus anciennes résidences de la Couronne. S'y sont succédé les Mérovingiens, les Carolingiens, les premiers Capétiens, les branches de Valois à partir de Charles V, les Bourbons sous Louis XIII, Louis XIV, Louis XV, Louis XVI (qui le réaménagea complètement), Louis XVIII, Charles X, les Orléans avec Louis-Philippe Ier. Sous le Premier et le Second Empire, il fut la résidence de Napoléon Ier et de Napoléon III.
- Château de Fontainebleau : l'une des résidences les plus importantes de la Couronne de France, depuis Louis VII jusqu'après Révolution française.
- Château de Saint-Germain-en-Laye : résidence royale depuis François Ier jusqu'à Louis XIV, puis pour recevoir les rois Stuart en exil (le château neuf a été détruit).
- Château de Chambord : édifié par François Ier. Il servit jusqu'à la Révolution de manière épisodique ou pour recevoir des hôtes de rang royal (roi Stanislas).
- Palais des Tuileries (Paris) : annexe campagnarde du Louvre, relié à ce dernier par Henri IV, puis habité par Louis XIV, Louis XVI, et enfin Louis XVIII (détruit).
- Château de Versailles : bâti par Louis XIV, Louis XV et Louis XVI, avec ses Trianons.
- Château de Saint-Cloud : sous Louis XVI et Louis XVIII (détruit).